# Cima dei Preti
La Cima dei Preti (2.707 m s.l.m.) è la montagna più elevata delle Prealpi Carniche e delle Dolomiti Friulane (o Dolomiti d'Oltre Piave), nonché la quarta cima del Friuli-Venezia Giulia dopo Coglians, Creta delle Chianevate e Jôf di Montasio. È posta al confine tra Veneto e Friuli-Venezia Giulia, tra le province di Belluno e Pordenone, prevalentemente all'interno del Comune di Perarolo di Cadore, in parte rientrante nel territorio del parco naturale delle Dolomiti Friulane.
La prima ascesa è stata effettuata il 23 settembre 1874 dall'alpinista Maurice Holzmann con la guida ampezzana Santo Siorpaes.

## Punti di appoggio
Come punto di appoggio e ricovero per l'ascesa si può usare il Bivacco Paolo Greselin

## Galleria d'immagini

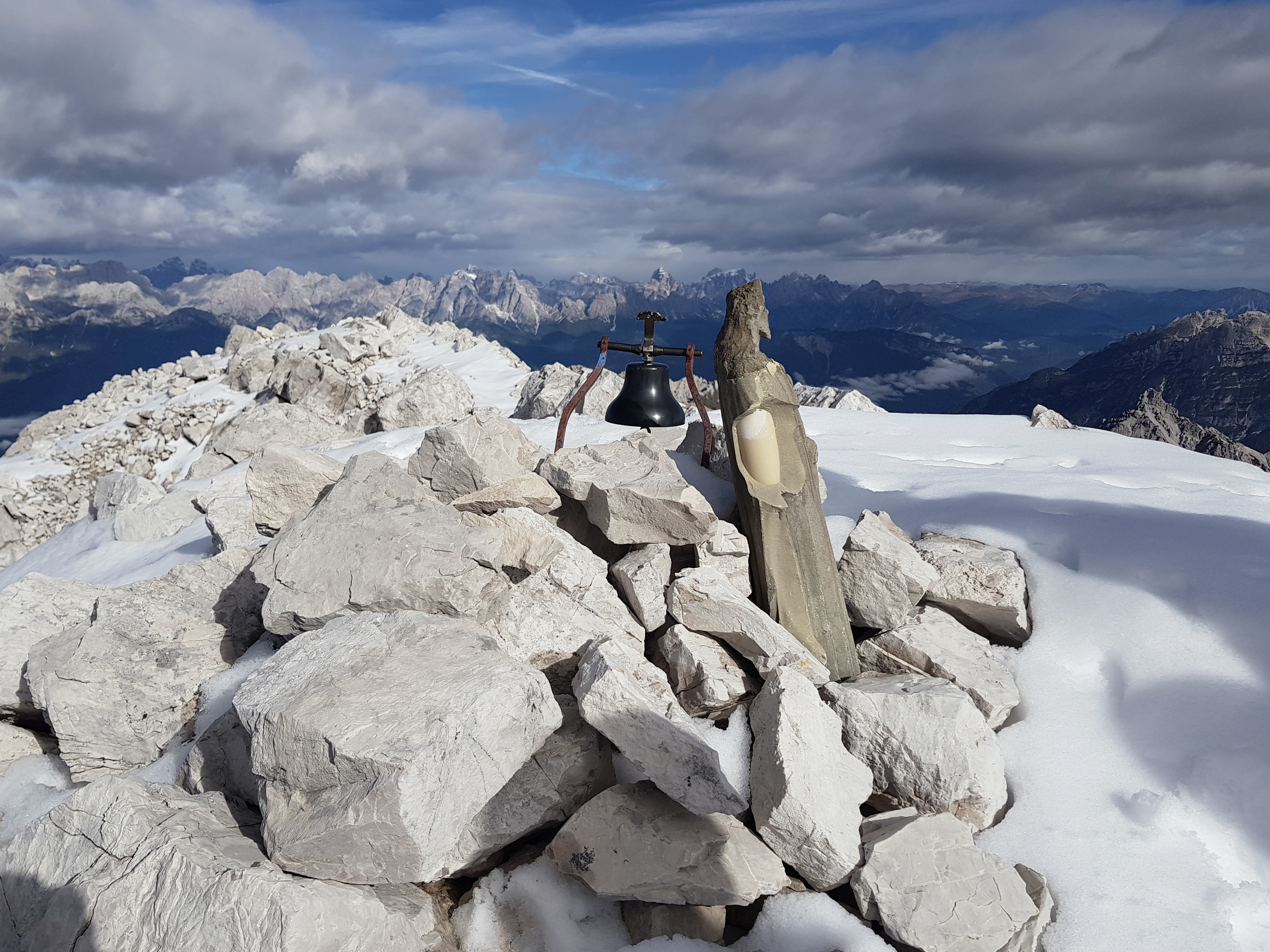
L'ometto di vetta su Cima dei Preti
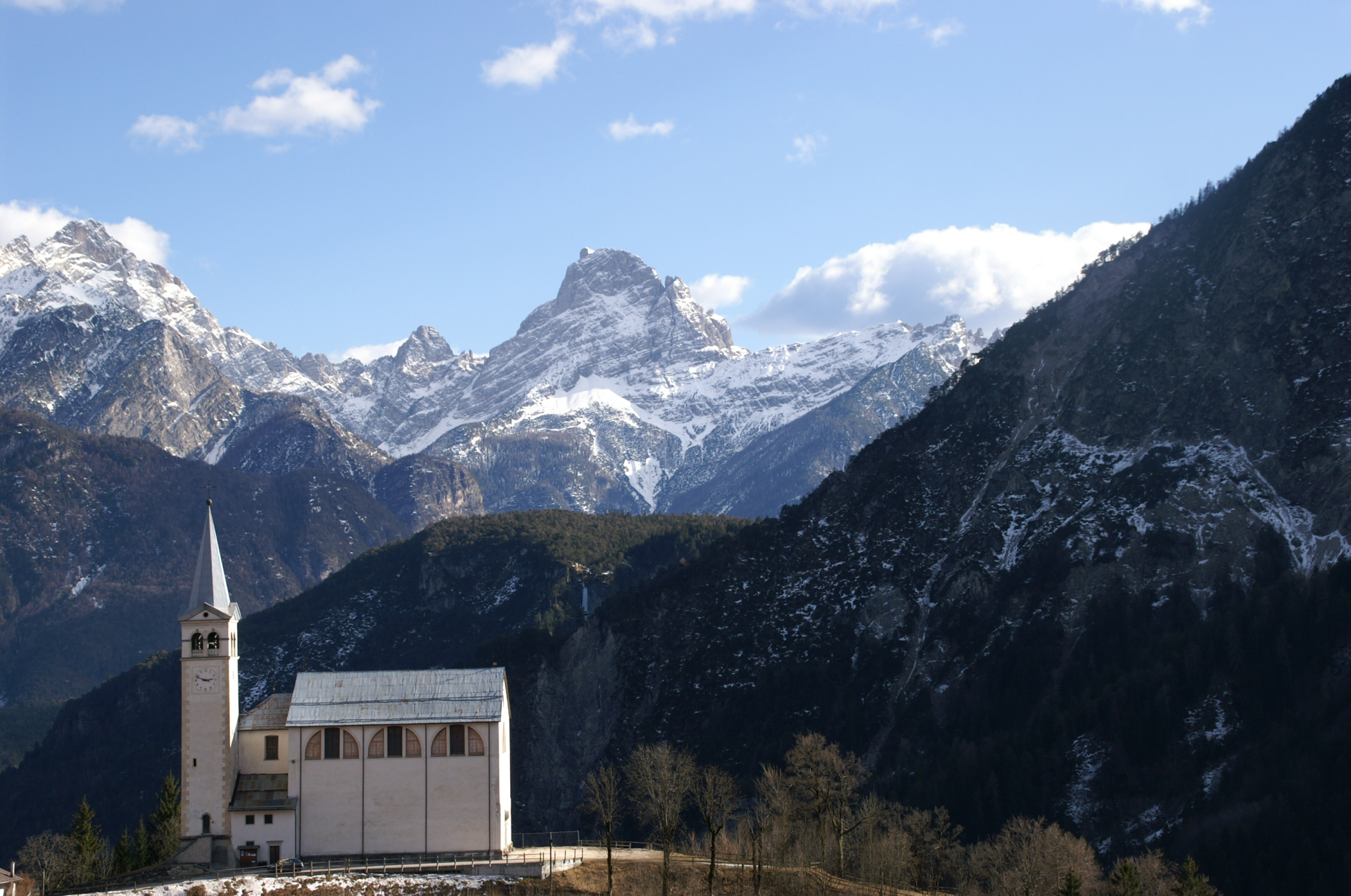
Duranno, Cima Frati e Cima Preti da Valle di Cadore
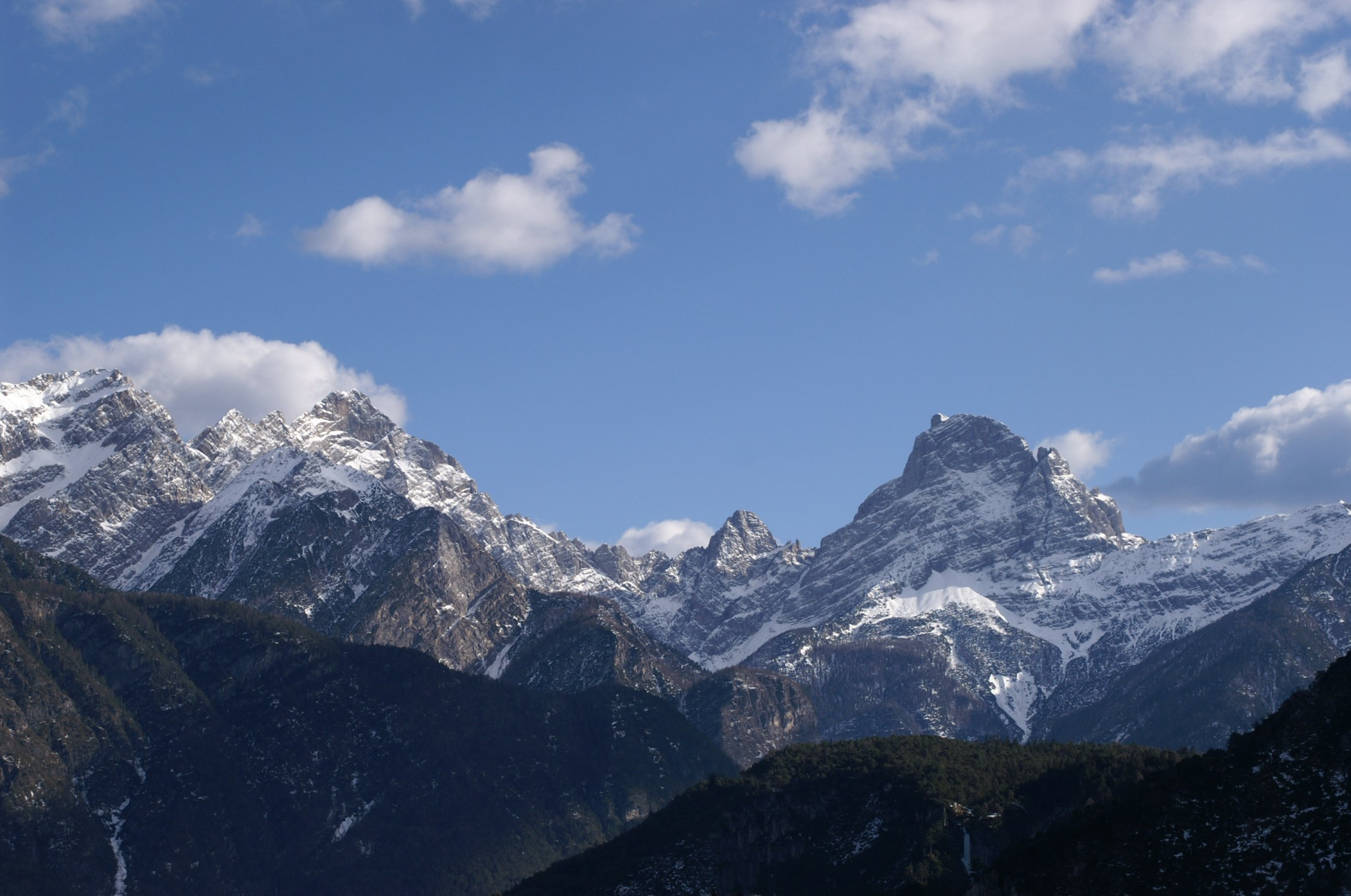
Panoramica della catena dalla Val Boite
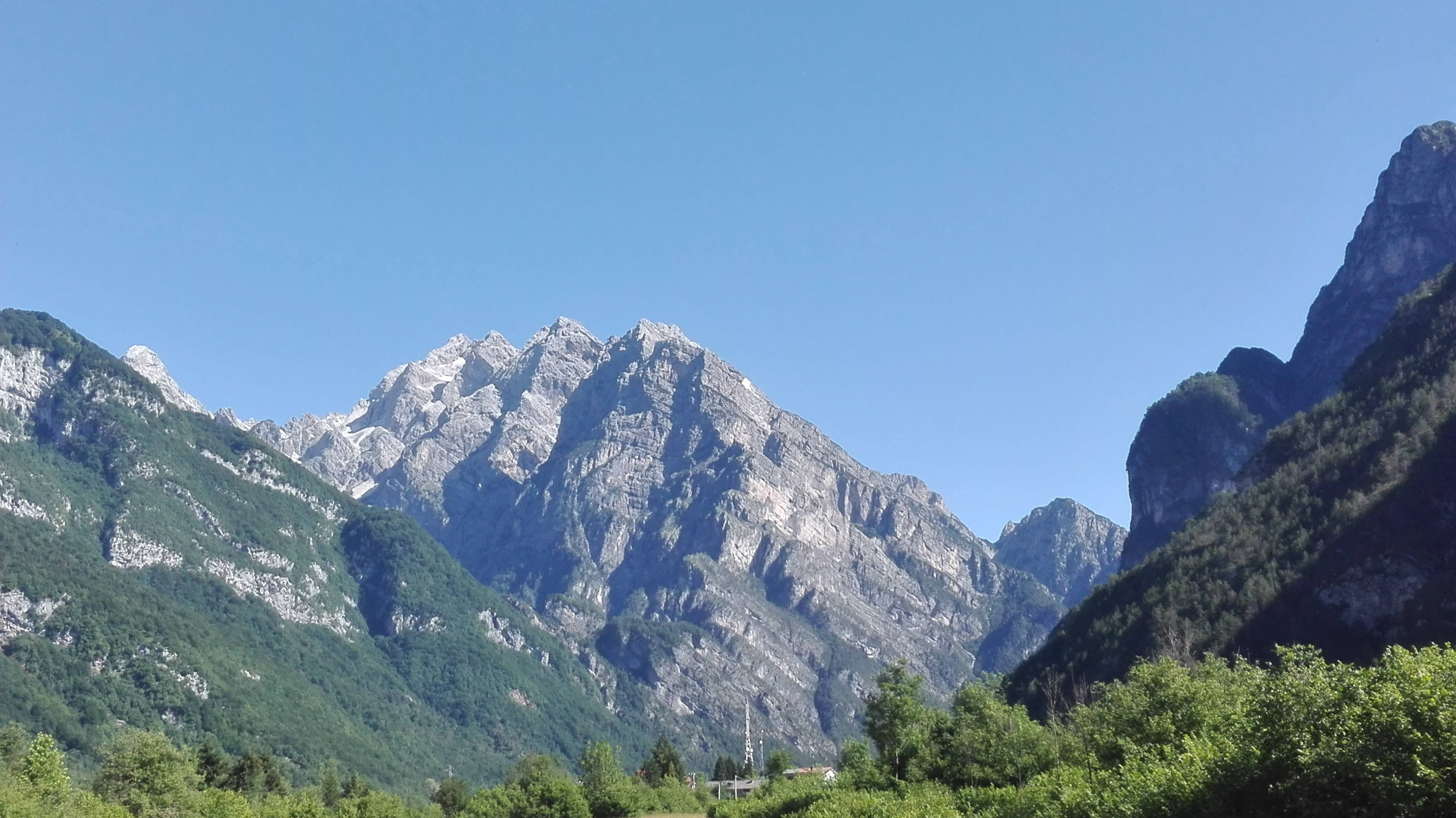
La Cima dei Preti vista dal versante friulano, Cimolais
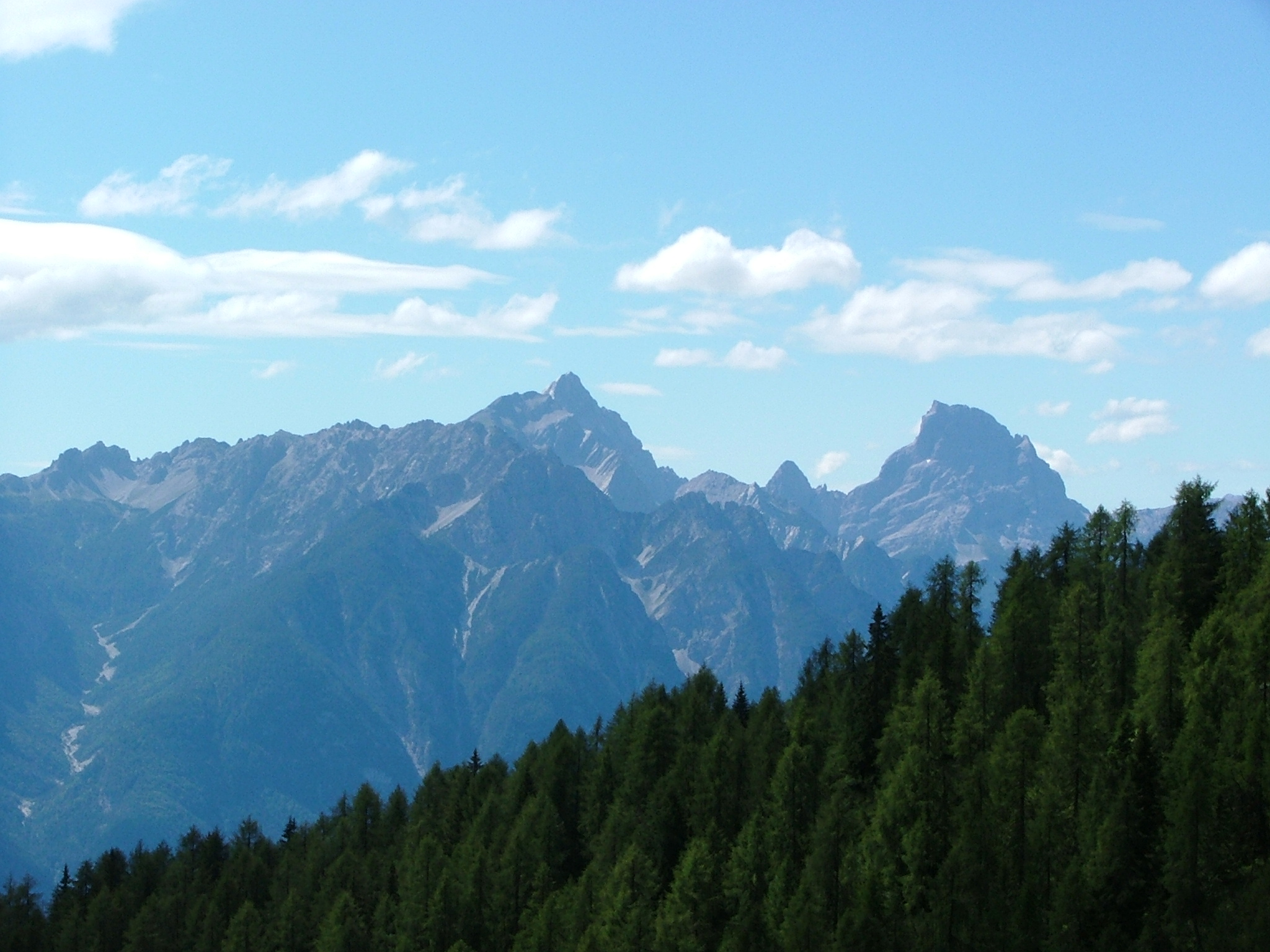
Il Monte Duranno e la Cima Preti visti dal sentiero verso il Rifugio Baion a Domegge di Cadore.
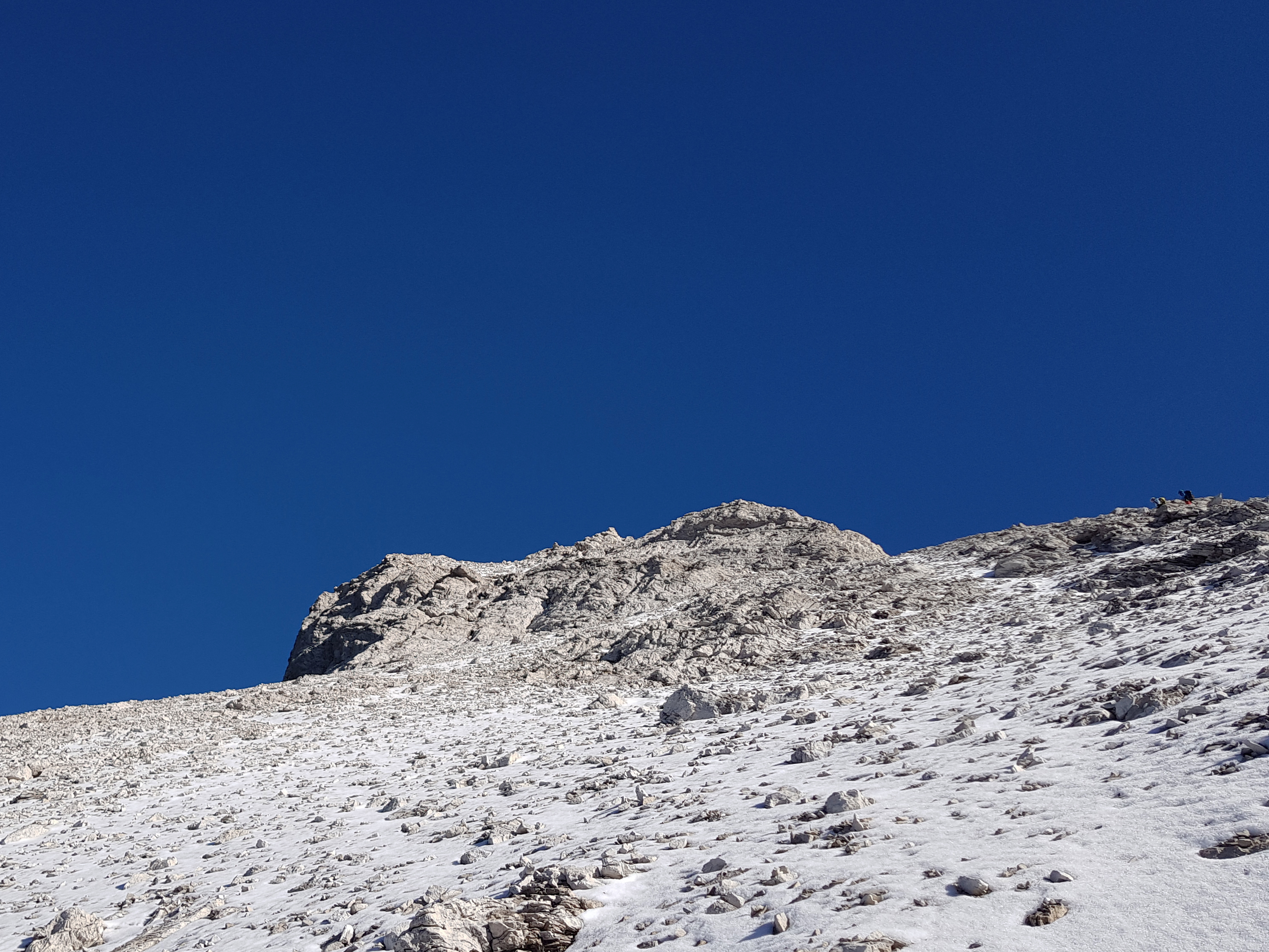
Il ghiaione finale che conduce alla Cima dei Preti